# Tyko Sallinen

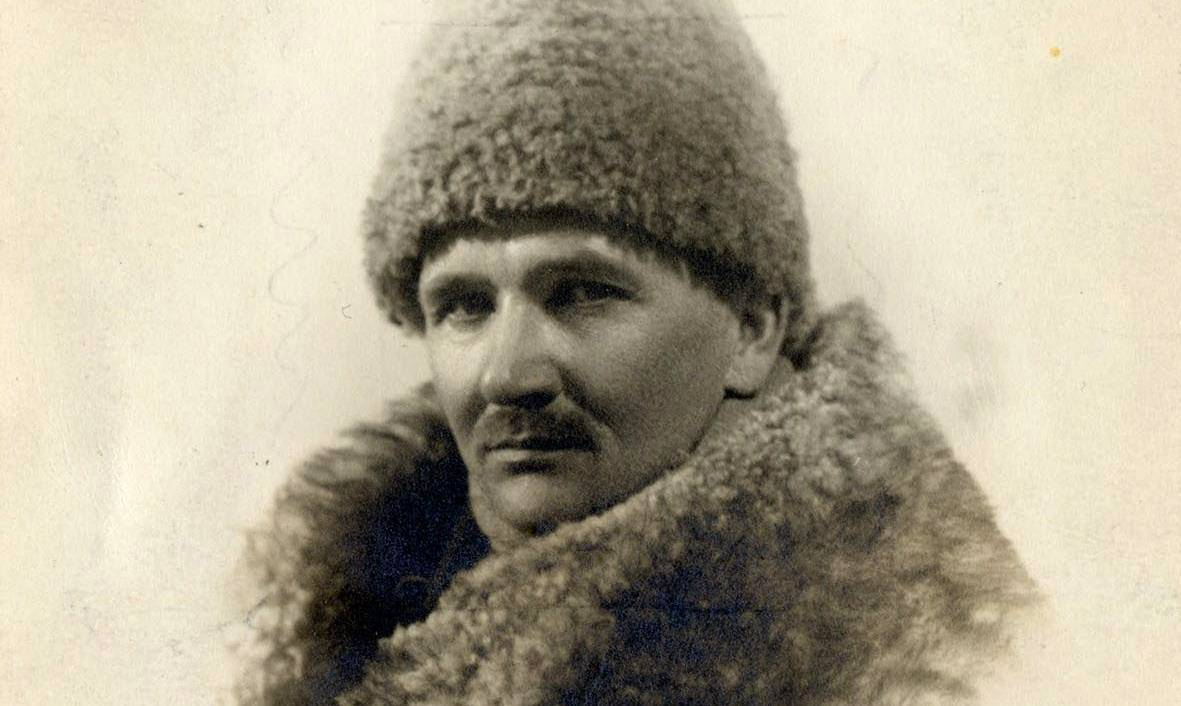
Foto de Tyko Sallinen

Tyko Sallinen (Nurmes, 14 de marzo de 1879 - Helsinki, 18 de septiembre de 1955) fue un pintor finlandés, adscrito al expresionismo. Hijo de un sastre de ideología puritana, miembro de la secta fundamentalista Hihhulit, tuvo una infancia difícil que le dejó profundamente marcado. Trabajó un tiempo como viajante de tejidos en Suecia, estudiando posteriormente arte en Helsinki. Residió en París entre 1909 y 1914, donde recibió la influencia del fauvismo. Su temática se centró en el paisaje carelio y la vida rural, con colores brillantes de trazo fuerte. Fue miembro del Novembergruppe.